# ケドゥグ県
ケドゥグ県（ケドゥグけん、Département de Kédougou）は、セネガル共和国ケドゥグ州にある県。ケドゥグ市とバンダファシ郡、フォンゴレビ郡、サレマタ郡、サラヤ郡からなる。県都はケドゥグ。